# Cratere Moree
Moree è un cratere sulla superficie di Gaspra.